# チューリップ白書
『チューリップ白書』（チューリップはくしょ）は、チューリップのベスト・アルバム。1988年10月1日発売。LP、CD、カセットテープで発売された。2022年現在廃盤となっている（ただし、2020年1月までは日本コロムビアのオンデマンドCDとして入手できた）。

## 解説
TRIADレーベル在籍中に発売された唯一のベスト・アルバム。
LPと、CD・カセットでは、収録曲数が異なる。
ジャケットは灰色の背景に「TULIP」のみ、右下が斜めに切り落とされた白のフォントで表示されている（このフォントは翌年のアルバム『Well』でも用いられている）。オンデマンドCD版では、ジャケットの背景は青みがかっていた。
収録曲の半分以上がEXPRESSレーベル時代の楽曲で構成されている一方、このアルバムの為に書き下ろされた新曲（「ガラスごしのI LOVE YOU」）が1曲のみ収録されているが、廃盤のため入手困難である。ファンハウス時代（『New Tune』から『Jack is a boy』まで）の曲は1曲も収録されていない。
また、1988年の秋から解散に関する話し合いがなされていたことや、上記の新曲は財津和夫と解散後に財津と活動を共にする丹野義昭以外の二人（宮城伸一郎と高橋裕幸）による楽曲であったこと、田家秀樹によるライナーノーツがバンドの終わりを感じさせる内容であることなどから、このアルバム発表時には既にバンドの解散後を見据えていた活動が始まっていたと考えられる。

## 収録曲

### LP
SIDE A
1. 魔法の黄色い靴
  - 作詞／作曲：財津和夫　編曲：チューリップ・木田高介　ボーカル：財津和夫
2. 心の旅
  - 作詞／作曲：財津和夫　編曲：チューリップ・青木望　ボーカル：姫野達也
3. 青春の影　
  - 作詞／作曲：財津和夫　編曲：チューリップ・青木望　ボーカル：財津和夫
  - ※シングルバージョンを収録
4. サボテンの花
  - 作詞／作曲：財津和夫　編曲：チューリップ　ボーカル：財津和夫
5. 悲しきレイン・トレイン
  - 作詞／作曲：財津和夫　編曲：チューリップ・青木望　ボーカル：姫野達也
6. 虹とスニーカーの頃　
  - 作詞／作曲：財津和夫　編曲：チューリップ　ボーカル：財津和夫

SIDE B
1. さよなら道化者　
  - 作詞／作曲：財津和夫　編曲：チューリップ・椎名和夫　ボーカル：財津和夫
  - ※シングルバージョンを収録
2. Shooting Star
  - 作詞／作曲：財津和夫　編曲：チューリップ　ボーカル：財津和夫
3. モーニング・スコール
  - 作詞／作曲：財津和夫　編曲：チューリップ　ボーカル：財津和夫
4. 抱きあって
  - 作詞／作曲：財津和夫　編曲：チューリップ・京田誠一　ボーカル：財津和夫
5. 真っ赤な花と水平線
  - 作詞／作曲：財津和夫　編曲：チューリップ　ボーカル：財津和夫
6. ガラスごしのI LOVE YOU
  - 作詞：高橋裕幸・宮城伸一郎／作曲：宮城伸一郎　編曲：チューリップ　ボーカル：宮城伸一郎
  - ※新曲

### カセットテープ
SIDE A
1. 魔法の黄色い靴
2. 心の旅
3. 夏色のおもいで　
  - 作詞：松本隆／作曲：財津和夫　編曲：チューリップ・川口真　ボーカル：姫野達也
  - ※LP版には未収録
4. 青春の影　
  - ※シングルバージョンを収録
5. ぼくがつくった愛のうた（いとしのEmily）　
  - 作詞／作曲：財津和夫　編曲：チューリップ・青木望　ボーカル：姫野達也
  - 歌詞カードの作詞者が松本隆と誤植されている。
  - ※LP版には未収録
6. サボテンの花
7. 悲しきレイン・トレイン

SIDE B
1. 虹とスニーカーの頃
2. さよなら道化者　
  - ※シングルバージョンを収録
3. Shooting Star
4. モーニング・スコール
5. 抱きあって
6. 真っ赤な花と水平線
7. ガラスごしのI LOVE YOU
  - 新曲

### CD
1. 魔法の黄色い靴
2. 心の旅
3. 夏色のおもいで
  - ※LP版には未収録
4. 青春の影
  - ※シングルバージョンを収録
5. ぼくがつくった愛のうた（いとしのEmily）
  - ※LP版には未収録
6. サボテンの花
7. 悲しきレイン・トレイン
8. 虹とスニーカーの頃
9. さよなら道化者
  - ※シングルバージョンを収録
10. Shooting Star
11. モーニング・スコール
12. 抱きあって
13. 真っ赤な花と水平線
14. ガラスごしのI LOVE YOU
  - ※新曲